# NGC 3592
NGC 3592 ist eine Spiralgalaxie vom Hubble-Typ Sc im Sternbild Löwe auf der Ekliptik. Sie ist schätzungsweise 55 Millionen Lichtjahre von der Milchstraße entfernt.
Das Objekt wurde am 4. März 1865 von Albert Marth entdeckt.